# Maguilla
Maguilla je španělská obec situovaná v provincii Badajoz (autonomní společenství Extremadura).

## Poloha
Obec je vzdálena 137 km od města Badajoz. Patří do okresu Campiña Sur a soudního okresu Llerena. Je obklopena obcemi Azuaga, Berlanga, Valencia de las Torres a Campillo de Llerena.

## Historie
V roce 1834 se obec stává součástí soudního okresu Llerena. V roce 1842 čítala obec 120 usedlostí a 410 obyvatel.

## Odkazy

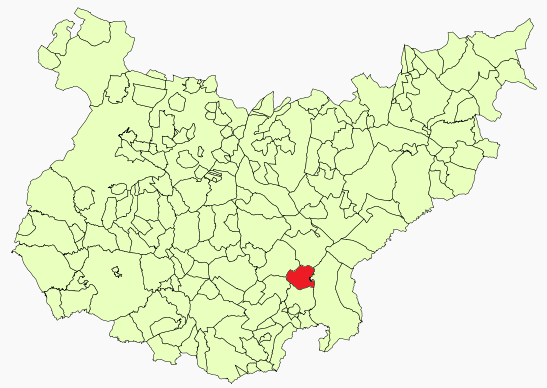
Poloha obce v provincii Badajoz

## Demografie
| Populace obce Maguilla z let (1842–2010) | Populace obce Maguilla z let (1842–2010) | Populace obce Maguilla z let (1842–2010) | Populace obce Maguilla z let (1842–2010) | Populace obce Maguilla z let (1842–2010) | Populace obce Maguilla z let (1842–2010) | Populace obce Maguilla z let (1842–2010) | Populace obce Maguilla z let (1842–2010) | Populace obce Maguilla z let (1842–2010) | Populace obce Maguilla z let (1842–2010) | Populace obce Maguilla z let (1842–2010) | Populace obce Maguilla z let (1842–2010) | Populace obce Maguilla z let (1842–2010) | Populace obce Maguilla z let (1842–2010) | Populace obce Maguilla z let (1842–2010) | Populace obce Maguilla z let (1842–2010) | Populace obce Maguilla z let (1842–2010) | Populace obce Maguilla z let (1842–2010) |
| ---------------------------------------- | ---------------------------------------- | ---------------------------------------- | ---------------------------------------- | ---------------------------------------- | ---------------------------------------- | ---------------------------------------- | ---------------------------------------- | ---------------------------------------- | ---------------------------------------- | ---------------------------------------- | ---------------------------------------- | ---------------------------------------- | ---------------------------------------- | ---------------------------------------- | ---------------------------------------- | ---------------------------------------- | ---------------------------------------- |
| 1842                                     | 1857                                     | 1860                                     | 1877                                     | 1887                                     | 1897                                     | 1900                                     | 1910                                     | 1920                                     | 1930                                     | 1940                                     | 1950                                     | 1960                                     | 1970                                     | 1981                                     | 1991                                     | 2001                                     | 2010                                     |
| 410                                      | 835                                      | 834                                      | 1 087                                    | 1 293                                    | 1 569                                    | 1 610                                    | 1 669                                    | 1 968                                    | 2 124                                    | 1 987                                    | 2 152                                    | 2 066                                    | 1 578                                    | 1 236                                    | 1 117                                    | 1 117                                    | 1 074                                    |